# 梅湾街
梅湾街位于中国浙江省嘉兴市南湖区，为古城南门外由环城南路、城南路和南护城河（含西南湖）围合而成的地段统称，内部以禾兴南路为界分为东西两片，总占地约16.4公顷，为嘉兴三大历史文化街区之一。此处历史上原为米市和丝市汇聚地，主街梅湾街东西长300米，南北宽4.6米，因相传古代其地多植梅，且濒临大运河河湾而得名。现街区西部为格局保存较好的住宅区，具有”人家尽枕河“的江南水乡传统特色风貌，东部亦有部分晚清至民国传统民居。现状已被打造成集休闲、文化、娱乐、商业于一体的综合商业街区，内部由美食城、新天地、古街、商街（以上位于西部）和商务公馆（位于东部）五个部分组成。
街区内现存历史建筑主要有：
- 徐诒谷堂（原米行及米商宅院），西部中段（门牌号不详）。
- 金九避难处（原陈桐生住宅），西部梅湾街76号，北面日晖桥17号为韩国临时政府要员住址。
- 朱生豪故居，东部禾兴南路73号。
- 汪胡桢故居，东部帆落浜39号。